# Alchemilla dzhavakhetica
Alchemilla dzhavakhetica é uma espécie de rosácea do gênero Alchemilla, pertencente à família Rosaceae.